# Lázaro Somoza Alonso
Lázaro Somoza Alonso, político español. Firmante del Pacto Federal Castellano en 1869 y  representante de la provincia de Zamora en la Junta Provisional del Estado en Castilla la Vieja.
Fue abuelo paterno del periodista Lázaro Somoza Silva (periodista del diario La Libertad y miembro del Partido Republicano Radical, que abandonó cuando estalló el escándalo del estraperlo, para integrarse en el Partido Republicano Radical Socialista, de Martínez Barrios).
- Datos: Q5985287